# ایمجین (آیووا)
ایمجین (به انگلیسی: Imogene) شهری در ایالت آیووا کشور ایالات متحده آمریکا است که جمعیت آن در سرشماری سال ۲۰۱۰ میلادی، ۷۲ نفر بوده‌است.